# 9783 Тенсьокан
9783 Тенсьо́ка́н (9783 Tensho-kan) — астероїд головного поясу, відкритий 28 грудня 1994 року.
Тіссеранів параметр щодо Юпітера — 3,373.
Названо на честь Тенсьокан (яп. てんしょうかん(天象館) тенсьо:кан).